# Ясиноватский городской совет
 Ясиноватский городской совет — одна из административно-территориальных единиц в составе Донецкой области. Входит в состав Донецкой агломерации. Совпадает с городом Ясиноватая.

## Состав
Ясиноватский городской совет — 35 402 жителей.
- город Ясиноватая — 35 402 жителей (1 октября 2010).

Всего: 1 город.

## Экономика
Железнодорожный узел, промышленность строительных материалов.